# Recto e verso
Il recto e il verso sono rispettivamente il "diritto" e il "rovescio" – ossia la pagina anteriore e la pagina posteriore – di un foglio di un codice, libro, quotidiano, periodico, opuscolo o banconota. Nelle lingue scritte da sinistra a destra, come l'italiano, il recto è la pagina di destra e il verso è la pagina di sinistra seguente; in un libro aperto che mostra due pagine, quella di destra è il recto di un foglio e quella di sinistra è il verso del foglio precedente. Sono termini tecnici usati soprattutto in bibliografia e in editoria, anche se possono essere estesi ad altri ambiti e, in francese, sono entrati nel linguaggio comune.
I termini recto e verso indicano il testo sull'uno e sull'altro dei due lati o pagine di un foglio. Tali termini sono importanti in codicologia, quando un manoscritto è numerato per fogli o carte: in tal caso le pagine sono indicate come recto e verso. Nelle edizioni critiche dei codici spesso la posizione del testo citato all'interno di un codice è segnata in questa maniera: c. 42r (= carta 42 recto) o f. 67v (= foglio 67 verso).
I termini recto e verso trovano la loro origine nell'uso del papiro. Il papiro, la prima forma di carta, fu usato per la creazione di libri in Egitto, Grecia e Roma. Il foglio di papiro era costituito da due strati sovrapposti. Una grana diversa attraversava ogni lato, da qui il recto, dove la grana correva in orizzontale (faccia perfibrale) e il verso, dove correva verticalmente (faccia transfibrale). Di solito però, il papiro veniva utilizzato per la scrittura solo sul lato liscio.
I termini recto e verso sono usati anche nella descrizione dei manoscritti in lingue scritte da destra a sinistra, come siriaco, arabo ed ebraico, nei quali, tuttavia, il recto è a sinistra, mentre il verso è a destra. L'ordine di lettura di ogni foglio rimane prima recto, poi verso indipendentemente dalla direzione di scrittura.
La stampa recto-verso è la norma per i libri e fu un importante vantaggio della pressa da stampa sul metodo cinese più antico della stampa xilografica, che stampava solo su un lato del foglio.
I termini recto e verso possono anche essere impiegati per la parte anteriore e posteriore di un'opera su di un unico foglio, più comunemente nei disegni. Un disegno recto-verso è un foglio con disegni su entrambi i lati, anche se di solito in questi casi non è evidente il lato primario. Alcuni lavori sono progettati per sfruttare entrambi i lati, essendo su due lati dello stesso foglio, ma di solito le opere non sono intese a essere considerate insieme.
Per convenzione nell'editoria la prima pagina di un libro e, talvolta, di ogni parte e capitolo di un libro è una pagina recto, per cui tutte le pagine recto hanno numeri dispari e tutte le pagine verso hanno numeri pari.
In alcuni primi libri stampati (ad esempio in Décadas da Ásia di João de Barros), sono i fogli, piuttosto che le pagine, che sono numerati. Così ogni foglio porta un numero progressivo sul recto, mentre sul verso non c'è un numero.
I termini recto e verso sono anche usati come sinonimo di bianca e volta. 

## Modi di dire nelle lingue moderne
La mode recto verso è un'espressione idiomatica in francese che significa "due lati di un foglio o pagina", ma significa in senso figurato che due cose sono fondamentalmente la stessa, o che sono diverse ma strettamente correlate.  Questo è un'espressione analoga a "due facce della stessa medaglia".
Nelle Fiandre il termine verso-recto viene anche usato per indicare la stampa fronte-retro. Le stampanti fronte-retro sono indicate come stampanti verso-recto.